# Hans Joachim Hillerbrand
Hans Joachim Hillerbrand (* 13. September 1931 in Gersheim; † 14. November 2020 in Evanston) war ein deutscher Historiker.

## Leben
Hillerbrand erhielt 1951 ein UNESCO-Stipendium für ein einjähriges Studium am Goshen College. Nach seiner Rückkehr nach Deutschland studierte er Theologie, Religion und Geschichte an der Universität Erlangen und promovierte 1957. Von 1957 bis 1959 lehrte er in den Abteilungen für Geschichte und Religion am Goshen College. 1959 nahm er eine Stelle an der Divinity School der Duke University an, wo er bis 1970 lehrte, um dann an das Graduate Center der City University of New York zu wechseln. 1981 wechselte Hillerbrand als Provost und Vizepräsident für akademische Angelegenheiten an die Southern Methodist University. 1988 kehrte er an die Duke University zurück.

## Schriften (Auswahl)
- Die politische Ethik des oberdeutschen Täufertums. Eine Untersuchung zur Religions- und Geistesgeschichte des Reformationszeitalters. Leiden 1962, OCLC 245847392.
- Christendom divided. The Protestant Reformation. London 1971, ISBN 0-09-105160-6.
- The world of the reformation. London 1975, ISBN 0-460-04526-1.
- The division of Christendom. Christianity in the sixteenth century. Louisville 2007, ISBN 0-664-22402-4.